# サンデーNEWSスクランブル
『サンデーNEWSスクランブル』（サンデー・ニューススクランブル）は、文化放送で放送されていた報道番組。

## 概要
日曜19時台のワイド番組終盤に設定されていた文化放送ニュース・天気予報・交通情報（交通情報は年度上半期のみ）が2020年3月の『竹中功のアロハな気分』終了と共に廃止されることになったため、18時前に設定されていたスポーツ情報番組『サンデースポーツDASHスクランブル』を一般報道主体へとリニューアルしたもの。
『アロハな気分』の前番組『キニナル』時代の2017年10月8日より同枠のニュースキャスターを務めてきた石森則和がスライド出演していた。
2020年12月13日より、佐々木瞳（文化放送 放送事業本部編成局 報道スポーツセンター記者）が、12月20日より、佐々木真奈美（文化放送 放送事業本部編成局 報道スポーツセンター記者）が隔週交代で担当していた。2021年4月4日より、佐々木瞳が担当している。
2023年3月26日で10分番組としての放送は終了。翌週4月2日より、17:55 - 18:00に放送している。
2025年4月6日より当該時間帯は『文化放送ニュース・天気予報・交通情報』としてリニューアルすることに伴い、『サンデーNEWSスクランブル』としての放送は前週の2025年3月30日をもって終了。3月30日の放送では終了に関するアナウンスはなく、4月6日の『文化放送ニュース・天気予報・交通情報』の冒頭でリニューアルした旨のアナウンスを行った。

## キャスター
- 佐々木瞳（フリーアナウンサー。2020年12月13日 - ）[3][4]
- 佐藤彩乃（フリーアナウンサー。2023年5月14日 - ）[5][6]

### 過去のキャスター
- 石森則和（文化放送 放送事業本部編成局 報道スポーツセンター記者。2020年4月5日 - 9月27日）[7][8]
- 佐々木真奈美（文化放送 放送事業本部編成局 報道スポーツセンター記者。2020年12月20日 - 2021年3月28日）[9]

### 主な代役キャスター
- 2020年4月12日：岡田紀子（文化放送 放送事業本部編成局 報道スポーツセンター記者）[10]
- 2020年4月26日：佐藤健一（文化放送 放送事業本部編成局 報道スポーツセンター記者）
- 2020年10月4日 - 11月29日：鈴木純子（文化放送アナウンサー）

## タイムテーブル
※10分放送時代
- 17:50:00 - オープニング
- 17:51頃 - 文化放送ニュース
- 17:54頃 - スポーツニュース
- 17:56頃 - 天気予報
- 17:57頃 - 交通情報
- 17:58頃 - エンディング
- 17:59:30 - ステーションブレイク

※5分放送時代
- 17:55:00 - オープニング
- 17:56頃 - 文化放送ニュース
- 17:57頃 - 天気予報
- 17:58頃 - 交通情報[11]
- 17:59:45 - ステーションブレイク